# Modèle de circulation générale océanique
Un modèle de circulation générale océanique est un modèle numérique représentant de façon simplifiée les principales caractéristiques physiques (i.e. température, salinité, vitesse du courant) de la circulation océanique. Il est basé sur les équations de Navier-Stokes de la mécanique des fluides, et les lois de la thermodynamique. Il présente beaucoup de caractéristiques communes aux modèles de prévision atmosphérique. Ces modèles sont constamment évalués en les comparant aux observations disponibles.

## Équations primitives
Les équations du modèle sont fondées sur:
- Les équations de Navier-Stokes dans un référentiel tournant (prise en compte de la force de Coriolis et force d'entrainement) qui traduisent la conservation de la quantité de mouvement.
- L'équation de continuité qui traduit la conservation de la masse
- La conservation de l’énergie
- La conservation du sel
- L'équation d'état qui relie la densité de l'eau de mer à sa température et sa salinité[3].

Ces équations sont simplifiées en se basant sur des approximations propres à l'océan, et au problème posé. Les approximations classiques des équations primitives sont :
- L'eau est considérée comme quasi incompressible.
- Approximation de l'eau peu profonde : La profondeur océanique est de 3 800 m en moyenne, soit 1/1675 du rayon terrestre[4]. En revanche, les océans recouvrent 71 % de la surface du globe. Ils constituent donc une mince pellicule à la surface du globe dont l'échelle verticale est de l'ordre de 1000 fois inférieure à l'échelle horizontale[4]. Cette disparité d’échelle permet de négliger certains termes de l'équation de Navier-Stokes.
- Approximation de l'équilibre hydrostatique : sur la verticale, il y a équilibre entre force de gravité et force de pression.
- Approximation de Boussinesq[5].

La prise en compte de ces approximations permet de négliger certains termes des équations de Navier-Stokes, aboutissant ainsi à de nouvelles équations : les équations primitives. Les équations primitives sont des équations différentielles qui décrivent l'océan en tous points de l'espace et à tout instant. Cependant, ces équations n'ont pas de solution analytique, et il est nécessaire d'utiliser des méthodes d'analyse numérique pour les résoudre. La résolution numérique d'équations différentielles implique de discrétiser l'espace et le temps en petit intervalles à l'intérieur desquels on utilise une approximation de la dérivée. Cette discrétisation revient à représenter les champs de variables océaniques (champs de température, salinité, vitesse...) sur une grille tridimensionnelle par pas de temps. Cette grille varie suivant le modèle. Plus la grille est fine, plus le nombre d'opérations à effectuer à chaque pas de temps est grand. La résolution de la grille est un compromis entre les besoins liés au problème posé et les capacités de calcule dont on dispose.
Aujourd'hui, les résolutions les plus fines pour les modèles de circulation globale (représentant tout le globe terrestre) sont de l'ordre du 1/12ème de degré. Il existe des résolutions plus fines pour des modèles régionaux.

## Paramétrisation
La paramétrisation permet de tenir compte de l'impact des phénomènes d'échelles inférieures à la taille de la maille de la grille, et donc non résolus, sur les phénomènes d'échelles résolues par le modèle,. C'est un des problèmes fondamentaux de la modélisation numérique des milieux continus.
Exemple de processus paramétrés dans les modèles d'océan:
- Effet moyen du mélange lié aux mouvements d'échelle inférieure à la maille (Turbulence).
- La convection verticale

Elle reste l'une des principales sources d'incertitudes et d’erreurs dans les modèles.

## Forçages
Les forçages fournissent les conditions aux limites à la surface (provenant des interactions avec l'atmosphère, la glace de mer, les glaciers continentaux, les rivières) et aux fond (provenant des interactions avec la plaque terrestre).
Pour forcer un modèle d'océan, il faut des informations sur les flux de quantité de mouvement (tension du vent), de chaleur et d'eau (évaporation, précipitation, rivière...).
Un modèle de circulation océanique peut également être couplé à d'autres modèles. Les conditions aux limites ne sont plus alors fournies au modèle par les forçages, mais par les sorties du modèle avec lequel il est couplé. Par exemple, les modèles de circulation océanique sont très fréquemment couplés avec un modèle de glace de mer. Les échanges de chaleurs, d'eau douce, et de mouvement entre la surface océanique et la glace de mer sont alors représentés par les échanges entre les deux modèles. Les sorties du modèle de glace telles que: température à la base de la couche, vitesse de la glace, sont transmises au modèle d'océan en entrée et vice versa.
Lorsqu'un modèle d'océan est couplé avec un modèle de glace et un modèle de circulation atmosphérique, on parle de modèle couplé océan-atmosphère. Ces modèles sont utilisés pour étudier la variabilité climatique (de l'échelle saisonnière à plusieurs milliers d'années). Ils peuvent également être couplés à des modèles de biogéochimie dans l'océan, modèle de surface continentale, etc. Tous ces modèles complexes font partie des modèles climatiques. Les modèles climatiques, qui simulent simultanément plusieurs composantes du climat (océan, glace, atmosphère, carbone, chimie atmosphérique) sont très couteux en termes de puissance de calcul. Les modèles d'océan utilisés sont alors de résolution relativement faible. Parmi les modèles utilisés dans la phase la plus récente du projet d’intercomparaison des modèles couplés (CMIP5), la résolution des modèles d'océan est typiquement de l'ordre de 1° (~100km).  